# Pioneer-plaketterna

Pioneer-plaketten

Pioneer-plaketterna är två aluminiumskivor som fästes på rymdsonderna Pioneer 10 och 11. De innehåller bildmeddelanden från mänskligheten och är tänkt som en sorts flaskpost. Plaketten beskriver bland annat sondens ursprung.

## Symbolism
De olika elementen på plaketterna har noggrant formgivits med tanke på tolkning.

### Väte
Bilden beskriver det vanligaste grundämnet i universum - väte. Det lilla vertikala strecket under den horisontella linjen betecknar en binär 'etta'. Det horisontella strecket symboliserar vätes våglängd, 210 mm. Notera att trots att plaketten är 229 mm lång symboliseras alltså våglängden inte med en 210 mm lång linje. Det kan även symbolisera en frekvens, 1420 MHz.

### Människan
En bild på en manlig och kvinnlig människa. Till höger om kvinnan kan ses det binära talet 8, vilket skulle indikera längden (8 × 21cm = 168 cm).
Medan mannens vinkade gest troligen inte kan ses som en universell hälsning visar den människans tumme och indikerar vår förmåga att greppa föremål och röra på våra lemmar.
Figurerna hade ursprungligen avbildats som hållande varandras händer, men det ändrades eftersom en främmande intelligens skulle kunna tolka det som om de var en enda varelse.
Trots att avbildningarna vid första anblick ser kaukasoida ut var de menade att vara så befriade som möjligt från etnicitet.
Som kuriosa kan nämnas att medan mannens könsorgan avbildats har kvinnans utelämnats. Detta har sagts bero på att Carl Sagan inför uppskjutningen fick tidsbrist och valde att använda en mer intetsägande avbildning. Han lär också ha trott att NASA skulle rata en mer detaljerad teckning.

### Position
De 14 linjerna symboliserar riktningen till 14 olika pulsarer med streckens längd som indikation på avståndet från jorden. Den innersta markeringen anger vinkeln så att diagrammet går att tolka i tre dimensioner. De binära numren är pulsarernas perioder i multiplar av vätes frekvens.
Eftersom pulsarers perioder ändras över tid kan de angivna perioderna användas för att räkna ut när sonden skickades ut. 
Om sonden hittas och analyseras i framtiden är det möjligt att inte alla angivna pulsarer är synliga från den platsen. Hoppet är att 14 pulsarer ger tillräcklig redundans för att kunna användas från många platser i universum.

### Solsystemet
Avbildningen visar att sonden kommer från den tredje planeten i solsystemet, som ytterligare kan identifieras med de stiliserade ringarna runt Saturnus.
De binära värdena under och ovan planeterna indikerar avståndet från solen i tiondelar av Merkurius medelavstånd.

### Profil av sonden
Avbildningen visar en stiliserad bild av rymdsonden i samma skala som människorna.